# Kovalevskaja (kráter)

Poloha kráteru Kovalevskaja (v levé horní části mapy rovníkové oblasti Měsíce).

Kovalevskaja je velký měsíční impaktní kráter nepravidelného tvaru nacházející se na severní hemisféře na odvrácené straně Měsíce, a tudíž není pozorovatelný přímo ze Země. Má průměr 114 km, pojmenován je podle ruské matematičky Sofie Kovalevské. Má terasovitý vnitřní okrajový val a dvojici centrálních pahorků, ty jsou od sebe odděleny údolím orientovaným přibližně severojižním směrem. Na dně se nachází ještě několik dalších a menších vrcholků.
Kovalevskaja leží jihozápadně od rozlehlého kráteru Landau a severně od dvojice kráterů Poynting a Fersman.

## Satelitní krátery
V okolí kráteru se nachází několik dalších kráterů. Ty byly označeny podle zavedených zvyklostí jménem hlavního kráteru a velkým písmenem abecedy.
| Kovalevskaja | Sel. šířka | Sel. délka | Průměr |
| ------------ | ---------- | ---------- | ------ |
| D            | 32,7° S    | 124,4° Z   | 21 km  |
| Q            | 29,4° S    | 131,0° Z   | 101 km |